# Sally Kipyego
Sally Kipyego, född 19 december 1985, är en kenyansk friidrottare som tävlar i långdistanslöpning.